# Жан-П'єр Лео
Жан-П'єр Лео́ (фр. Jean-Pierre Léaud, нар. 28 травня 1944, Париж) — французький актор, пік активності якого припав на 1960—1970 роки.

## Біографія і творчість
Народився в сім'ї акторки Жаклін П'єре (15.01.1923—10.03.2005) і сценариста П'єра Лео (25.03.1909—5.11.1996). Свою першу появу на екрані підліток виконав у фільмі «Ля Тур, бережись!» (1958). Друга роль, яка відразу принесла йому популярність, — Антуан Дуанель у фільмі Франсуа Трюффо «Чотириста ударів» (1959). З режисером його звела мати Жаклін у вересні 1958 року, коли почула про те, що Трюффо шукає хлопчика на головну роль. Лео в той період навчався у пансіоні муніципалітету Понтіні в Йонні і від свого героя-бунтаря, який через прохолодне ставлення батьків йде на крайнощі, а також від самого Трюффо в такому ж віці, — відрізнявся мало чим, завдяки цьому й був затверджений на роль Антуана.
У подальші роки Лео діяв більше з молодими режисерами французької нової хвилі, але в першу чергу з Жаном-Люком Годаром і Трюффо. У декількох фільмах Трюффо грав роль Антуана Дуанеля (персонаж — альтер его самого Трюффо). У "Вкрадені поцілунки" (1968) Антуан закохується в студентку музичної школи Крістін Дарбон (Клод Жад). У 1970 році Трюффо продовжує хроніку цієї пари: Антуан і Крістін одружуються в "Родинне вогнище". 1979 року знімається останній фільм, знову з Жаном-П'єром Лео та Клодом Жадом: "Кохання, що втекло". Цей трикартинник є унікальним в історії кіно.
Однією з вершин кар'єри Лео стала роль Марка у бельгійському фільмі Єжи Сколімовського 1967 року «Старт» (Le depart). У 1966 році наш герой отримав приз Берлінського кінофестивалю за найкращу чоловічу роль у фільмі «Чоловіче — жіноче».
У 2016 році вийшов історичний фільм режисера Альберта Серра «Смерть Людовика XIV», в якому Жан-П'єр Лео зіграв роль помираючого короля, за яку був номінований на здобуття в 2017 році кінопремії «Люм'єр» у категорії «Найкращий актор».

## Фільмографія
| Рік  | Українська назва             | Мовою оригіналу                                   | Режисер             | Роль                                 |
| ---- | ---------------------------- | ------------------------------------------------- | ------------------- | ------------------------------------ |
| 1959 | Чотириста ударів             | Les 400 coups                                     | Ф. Трюффо           | Антуан Дуанель                       |
| 1960 | Бульвар                      | Boulevard                                         | Ж. Дювів'є          |                                      |
| 1962 | Антуан і Колетт              | Antoine et Colette                                | Ф. Трюффо           |                                      |
| 1965 | Безтямний П'єро              | Pierrot le fou                                    | Ж.-Л. Годар         | молодий чоловік у кінотеатрі         |
| 1965 | Альфавіль                    | Alphaville, une étrange aventure de Lemmy Caution | Ж.-Л. Годар         |                                      |
| 1966 | Чоловіче — жіноче            | Masculin Féminin                                  | Ж.-Л. Годар         | Поль (головна роль)                  |
| 1966 | Зроблено в США               | Made in U.S.A.                                    | Ж.-Л. Годар         | Дональд Сігел                        |
| 1967 | Китаянка                     | La Chinoise                                       | Ж.-Л. Годар         | Гійом (головна роль)                 |
| 1967 | Старт                        | Le Départ                                         | Єжи Сколімовський   | Марк (головна роль)                  |
| 1967 | Вікенд                       | Week-end                                          | Ж.-Л. Годар         | Сен-Жест / людина в телефонній будці |
| 1968 | Вкрадені поцілунки           | Baisers volés                                     | Ф. Трюффо           | Антуан Дуанель (головна роль)        |
| 1969 | Дід Мороз з блакитними очима | Le père Noël a les yeux bleus                     | Ж. Есташ            |                                      |
| 1969 | Свинарник                    | Porcile                                           | П. Пазоліні         | Юліан Клотц (головна роль)           |
| 1969 | Радощі пізнання              | Le Gai savoir                                     | Жан-Люк Годар       | Еміль (головна роль)                 |
| 1970 | Сімейне вогнище              | Domicile conjugal                                 | Ф. Трюффо           | Антуан Дуанель (головна роль)        |
| 1971 | Дві англійки і «Континент»   | Les deux anglaises et le continent                | Ф. Трюффо           | головна роль                         |
| 1972 | Останнє танго в Парижі       | Le dernier Tango a Paris                          | Бернардо Бертолуччі | Том                                  |
| 1973 | Американська ніч             | La nuit américaine                                | Ф. Трюффо           | Альфонс                              |
| 1973 | Матінка і шльондра           | La maman et la putain                             | Ж. Есташ            | Александр (головна роль)             |
| 1979 | Кохання, що втекло           | L'Amour en fuite                                  | Ф. Трюффо           |                                      |
| 1984 | Детектив                     | Détective                                         | Жан-Люк Годар       | Інспектор Нев                        |
| 1987 | Лягаві                       | Les Keufs                                         | Жозіан Баласко      |                                      |
| 1988 | 36 дівчаток                  | 36 Fillette                                       | Катрін Брейя        | Борис Головін                        |
| 1990 | Я найняв вбивцю              | I Hired a Contract Killer                         | Акі Каурісмякі      | Анрі Буланже                         |
| 1992 | Життя богеми                 | La Vie de Bohème                                  | Акі Каурісмякі      | Бланшерон                            |
| 1996 | Чоловік мого життя           | Mon Homme                                         | Бертран Бліє        | монсеньйор Клод                      |
| 1996 | Ірма Веп                     | Irma Vep                                          | Олів'є Ассаяс       | Рене Відал (головна роль)            |
| 1997 | Задля сміху                  | Pour rire!                                        | Серж Ле Перон       |                                      |
| 1999 | Справа смаку                 | Une affaire de gout                               | Бернар Рапп         |                                      |
| 2000 | Справа Маркореля             | L'Affaire Marcorelle                              |                     |                                      |
| 2001 | Порнограф                    | Le Pornographe                                    | Бертран Бонелло     | Жак Лорен                            |
| 2009 | Обличчя                      | Visages                                           | Цай Мінлян          | Антоній / цар Ірод                   |
| 2011 | Гавр                         | Le Havre                                          | Акі Каурісмякі      | донощик                              |
| 2012 | Камілла роздвоюється         | Camille redouble                                  | Ноемі Львовскі      | мосьє Дюпон, годинникар              |
| 2016 | Смерть Людовика XIV          | La Mort de Louis XIV                              | Альберт Серра       | король Людовик XIV                   |

## Нагороди
- BAFTA-1961: Багатообіцяючий новачок («Чотириста ударів») (номінація)
- Берлін-1966: Срібний ведмідь найкращому актору («Чоловіче — жіноче»)
- Сезар-1988: Найкращий актор другого плану («Лягаві»)
- Фессалоніки-1996: Найкращий актор («Задля сміху»)
- Сезар-2000: Почесний «Сезар»
- Канни-2001: Приз ФІПРЕССІ («Порнограф») (з Бертраном Бонелло)
- Канни-2016: Почесна Золота пальмова гілка